# Cheiroplatea scutata
Cheiroplatea scutata är en kräftdjursart som beskrevs av Ortmann 1892. Cheiroplatea scutata ingår i släktet Cheiroplatea och familjen Pylochelidae. Inga underarter finns listade i Catalogue of Life.